# Ян Штурса
Ян Шту́рса (чеськ. Jan Štursa; *15 травня 1880, Нове Место-на-Мораві, Австро-Угорщина — 2 травня 1925, Прага, Чехословаччина) — видатний чеський скульптор, один із творців чеської національної скульптури.

## Біографія
Ян Штурса народився 15 травня 1880 року в краю Височина.
У 1894—98 роках навчався різьбленню на камені в школі каменіярів у Горжиці. Освіту продовжив у Празькій Академії мистецтв під наставництвом уже відомого на той час чеського скульптора Йосефа Мисльбека. В результаті його гострої критики Штурса більшість своїх ранніх робіт знищив.
Був на фронті у Першу світову — війна позначилась на творчості митця.
У 1916—25 роках (до смерті) Ян Штурса — професор Празької Академії мистецтв, у 1922—24 роках — її ректор.
Штурса страждав на сифіліс і в 1925 році, відчуваючи страшні болі, наклав на себе руки в своїй майстерні, не доживши 2 тижні до свого 45-літнього ювілею.
Небіж Яна Штурси — Їржі Штурса (Jiři Štursa) був архітектором пам'ятника Сталіну в Празі.

## З творчості
У творчості Ян Штурса шукав власний стиль. Митець сповідував культ жіночого тіла, яке є одним з найчастіших мотивів його творчості.
Твори Яна Штурси:
- статуї Перед купанням (1906), «Єва» (1908—09), «Поранений» (1917, 1920—21), «Український лірник» (1919);
- монументальні групи «Труд» і «Гуманність» для Главкового мосту в Празі (1911—13);
- рельєф «Мистецтво» для мосту Й. Манеса в Празі (1913);
- пам'ятник Б. Сметані в Літомишлі (1924);
- скульптурні портрети, зокрема Б. Немцової (1924).

## Галерея робіт

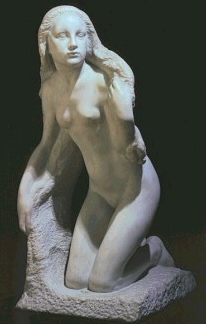
«Перед купанням» (1906, Національна галерея)
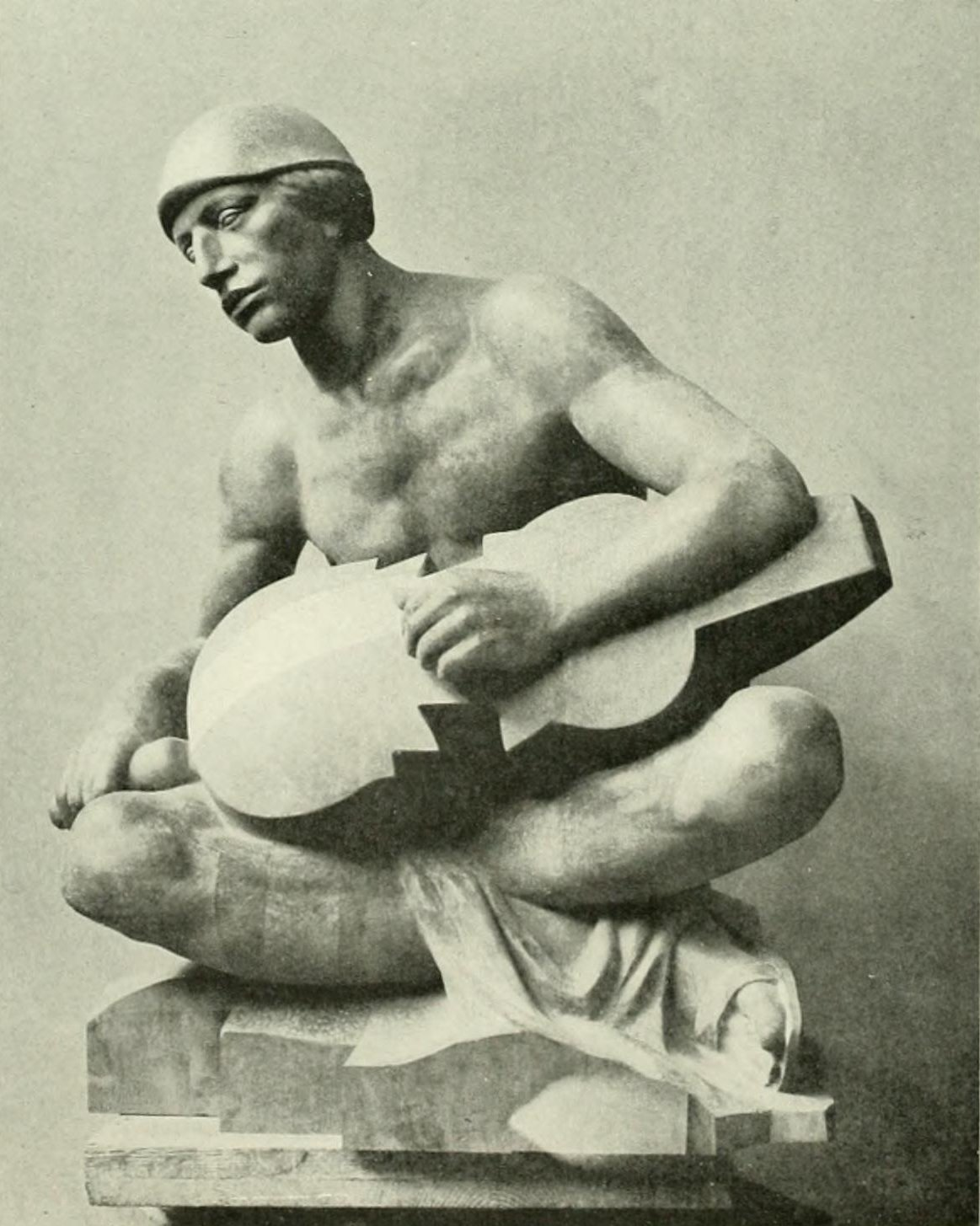
«Український лірник» (1919)
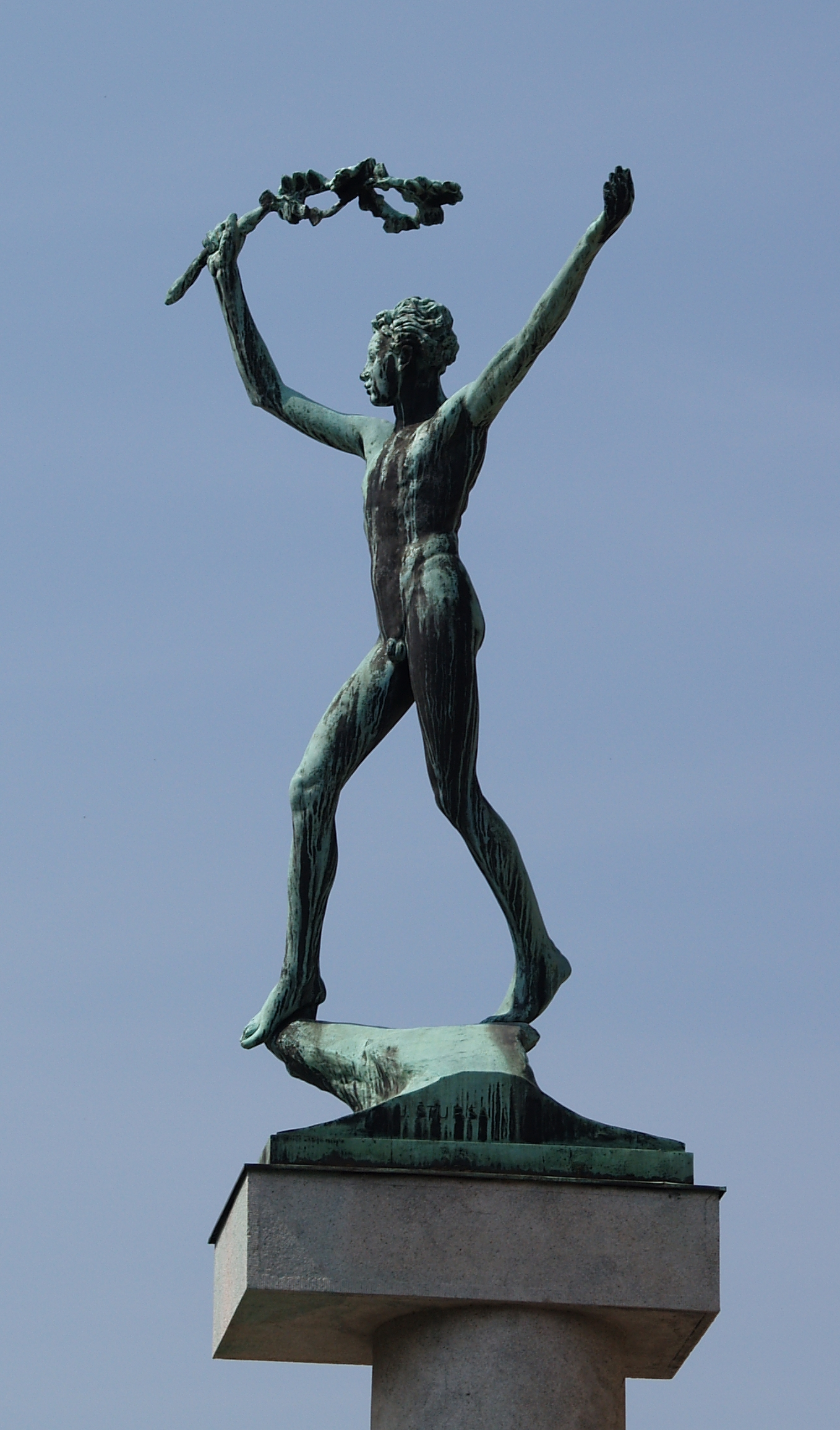
Віктор, Градец-Кралове
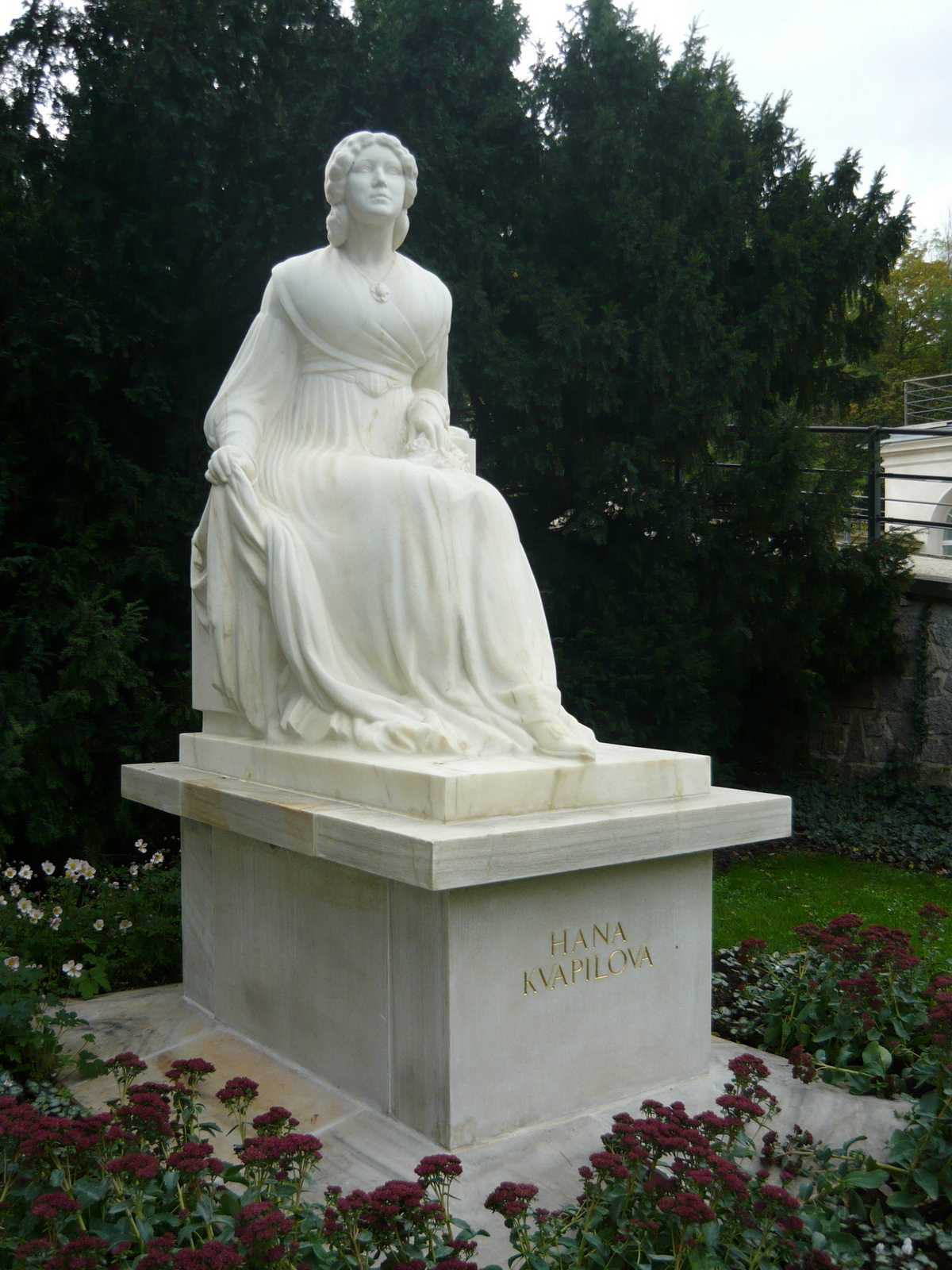
Пам'ятник чеській театральній актрисі Гані Кавапіловій (Hana Kvapilová; 1860–1907), 1914, Прага